# Tomentella molybdaea
Tomentella molybdaea är en svampart som beskrevs av Bourdot & Galzin 1924. Tomentella molybdaea ingår i släktet Tomentella och familjen Thelephoraceae.   Inga underarter finns listade i Catalogue of Life.